# Castanea phansipanensis
Castanea phansipanensis, vrsta u rodu pitomog kestena. Endem je iz Vijetnama, gdje je poznat kao Dẻ trùng khánh.
Po nekima autorima vrsta je priznata.